# Asamblea Constituyente de Ecuador de 1997 y 1998
La Asamblea Constituyente de Ecuador fue una asamblea constituyente que funcionó paralelamente al Congreso Nacional de Ecuador, convocada para la redacción de un nuevo texto constitucional que sustituyera a la Constitución de 1978. Sesionó en las ciudades de Ambato, Quito, Sangolquí y Riobamba, iniciando sus actividades el 20 de diciembre de 1997 y terminó oficialmente sus funciones el 5 de junio de 1998.

## Historia
La Asamblea tuvo lugar luego de que los ciudadanos votaran en el referéndum de 1997 a favor de la creación de la misma. Sin embargo, aunque en la consulta popular se votó por el establecimiento de una "Asamblea Constitucional", una vez instalada la Asamblea se autonombró Constituyente.
Estuvo dominada por la alianza entre el Frente Radical Alfarista (del entonces presidente Fabián Alarcón), el Partido Social Cristiano (PSC) y la Democracia Popular (DP), que juntos contaban con 40 de los 70 asambleístas. Esta alianza entre socialcristianos y demócratas cristianos permitió reformas constitucionales orientadas al neoliberalismo, como la posibilidad de pasar ciertas áreas económicas estatales a manos privadas.
Sin embargo, a los pocos meses la alianza comenzó a resquebrajarse por conflictos internos dentro de los partidos dominantes. El punto detonante de la disolución de la mayoría fue el voto negativo que recibió la propuesta del PSC y la DP de privatizar la seguridad social, lo mismo que causó la renuncia de varios asambleístas, como el presidente de la Asamblea Osvaldo Hurtado Larrea y el vicepresidente Marcelo Santos, aseverando que se había formado una nueva mayoría de la que ellos no eran parte. Cuando la Asamblea anunció su intención de autoprorrogarse en sus funciones, el bloque del Partido Social Cristiano abandonó por completo las sesiones. Este hecho cambió el balance de poder dentro de la Asamblea, permitiendo a los partidos de izquierda, que estaban aliados bajo el nombre de "Convergencia", instaurar varias reformas en política social.
Estas reformas incluyeron, entre otros temas, la definición de Ecuador como Estado Social de Derecho, pluricultural y multiétnico; la otorgación de derechos plenos a los ciudadanos desde el momento de su nacimiento; la posibilidad de sustituir el servicio militar por servicio civil a la comunidad para personas que muestran objeción de conciencia; así como el reconocimiento de derechos a las mujeres y a los pueblos indígenas.
La Asamblea finalizó sus funciones el 5 de junio de 1998 y la nueva constitución entró en vigencia el 10 de agosto del mismo año, junto con el gobierno del presidente Jamil Mahuad.

## Composición
| Partido                              | Partido                                                            | Partido                                                            | Escaños | Escaños |
| Partido                              | Partido                                                            | Partido                                                            | Dip.    | %       |
| ------------------------------------ | ------------------------------------------------------------------ | ------------------------------------------------------------------ | ------- | ------- |
|                                      |                                                                    | Partido Social Cristiano (PSC)                                     | 22      | 31.42   |
|                                      | Democracia Popular-Unión Demócrata Cristiana (DP-UDC)              | 11                                                                 | 15.71   |         |
|                                      | Frente Radical Alfarista (FRA)                                     | 5                                                                  | 7.14    |         |
| Bloque Mayoritario o la "Aplanadora" | Bloque Mayoritario o la "Aplanadora"                               | Bloque Mayoritario o la "Aplanadora"                               | 38      | 54.29   |
|                                      | Izquierda Democrática (ID)                                         | Izquierda Democrática (ID)                                         | 7       |         |
|                                      | Movimiento de Unidad Plurinacional Pachakutik-Nuevo País (MUPP-NP) | Movimiento de Unidad Plurinacional Pachakutik-Nuevo País (MUPP-NP) | 7       |         |
|                                      | Partido Roldosista Ecuatoriano (PRE)                               | Partido Roldosista Ecuatoriano (PRE)                               | 6       |         |
|                                      | Movimiento Popular Democrático (MPD)                               | Movimiento Popular Democrático (MPD)                               | 3       |         |
|                                      | Partido Socialista-Frente Amplio (PS-FA)                           | Partido Socialista-Frente Amplio (PS-FA)                           | 3       |         |
|                                      | Movimiento Ciudadano Nuevo País (MCNP)                             | Movimiento Ciudadano Nuevo País (MCNP)                             | 2       |         |
|                                      | Otros                                                              | Otros                                                              | 4       |         |
| Total                                | Total                                                              | Total                                                              | 70      |         |

## Autoridades
Las autoridades de la Asamblea fueron las siguientes:
- Presidente
  - Osvaldo Hurtado Larrea, de la Democracia Popular (renunció a los pocos meses)

- Primer vicepresidente
  - Marcelo Santos, del Partido Social Cristiano (renunció a los pocos meses)

- Segundo vicepresidente
  - Luis Mejía Montesdeoca, del Frente Radical Alfarista (asumió la presidencia luego de la renuncia de Hurtado)